# میکل نیوه
میکل نیوه (اسپانیایی: Mikel Nieve‎؛ زادهٔ ۲۶ مهٔ ۱۹۸۴) دوچرخه‌سوار اهل اسپانیا است.
از باشگاه‌هایی که در آن رکاب زده‌است می‌توان به تیم اسکای، ایوسکالتل-ایوسکادی، و تیم اوریکا–اسکات اشاره کرد.